# Juniperus osteosperma
Juniperus osteosperma es un arbusto o pequeño árbol perteneciente a la familia de las cupresáceas. Es originaria del sudoeste de los Estados Unidos, en Utah, Nevada, Arizona, oeste de Nuevo México, y Colorado, Wyoming, sur Montana, sur Idaho y este de California. Crece a una altitud de 1,300-2,600 metros, en suelos secos, a menudo con Pinus monophylla.

## Descripción
Alcanza un tamaño de 3 a 6 m de altura (raramente hasta 9 m). Los brotes son bastante gruesos en comparación con la mayoría de los enebros, de 1.5-2 mm de diámetro. Las hojas están dispuestas en pares enfrentadas o verticilos de tres, las hojas adultas son similares a escamas, de 1-2 mm de largo y 1-1.5 mm de ancho. Las hojas juveniles (jóvenes de plántulas solamente) son aciculares, de 5-10 mm de largo. Los conos son como bayas de 8-13 mm de diámetro, azul-marrón con una flor cerosa blanquecina, y contienen una sola semilla (raramente dos),y que maduran en unos 18 meses. Los conos masculinos son de 2-4 mm de largo, y expanden su polen en primavera. Es en gran parte monoica con ambos sexos en la misma planta, pero alrededor del 10% de las plantas son dioicas.

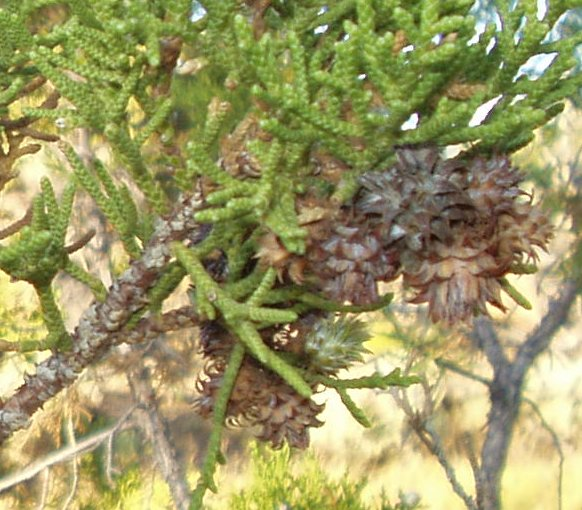
Agallas

Las plantas contienen a menudo numerosas agallas causadas por el Oligotrophus betheli (Bibionomorpha: Cecidomyiidae); los cuales son de un llamativo color violeta-púrpura, son producidas en racimos de 5-20 juntas, cada hiel de 1-2 cm de diámetro, con una hoja densa des 6-10 mm de largo y 2-3 mm de ancho en la base. Las semillas son dispersadas por las liebres (sobre todo Lepus californicus spp.) roedores y en menor medida por coyotes (Canis latrans).

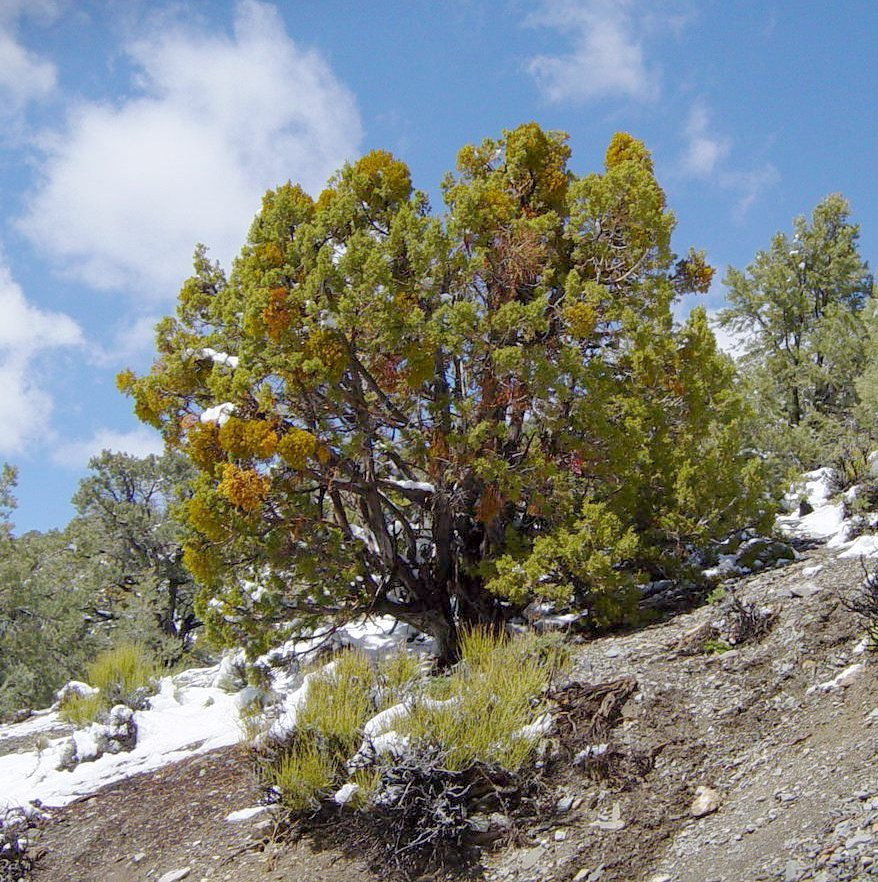
Vista del árbol en su hábitat

## Taxonomía
Juniperus osteosperma fue descrita por (Torr.) Little y publicado en Leaflets of Western Botany 5(8): 125. 1948
Sinonimia
- Juniperus californica var. osteosperma (Torr.) L.D.Benson
- Juniperus californica subsp. osteosperma (Torr.) A.E.Murray
- Juniperus californica var. utahense Vasey
- Juniperus californica var. utahensis Engelm.
- Juniperus cosnino Lemmon
- Juniperus knightii A.Nelson
- Juniperus megalocarpa Sudw.
- Juniperus monosperma var. knightii (A.Nelson) Lemmon
- Juniperus occidentalis var. utahensis (Engelm.) A.H.Kent
- Juniperus tetragona var. osteosperma Torr.
- Juniperus utahensis (Engelm.) Lemmon
- Juniperus utahensis var. cosnino Lemmon
- Juniperus utahensis var. megalocarpa (Sudw.) Sarg.
- Sabina knightii (A.Nelson) Rydb.
- Sabina megalocarpa (Sudw.) Cockerell
- Sabina osteosperma (Torr.) Antoine
- Sabina utahensis (Engelm.) Rydb.[3][4]